# ハゲブダイ
ハゲブダイ（禿部鯛、禿舞鯛、Chlorurus sordidus）は、スズキ目ベラ亜目ブダイ科の魚。サンゴ礁でふつうにみられる海水魚で、尾柄中央に黒色斑があることが多いことが最大の特徴。丈夫な歯で藻類をかじり取って食べる。夜は粘液を出し寝る。性転換を行う個体もいる。

## 分布
日本国内では、八丈島、小笠原諸島、駿河湾、屋久島、琉球列島、南大東島、尖閣諸島に分布し、高知県柏島では幼魚のみ見られる。
国外では、台湾、東沙諸島、西沙諸島、南沙諸島、タイランド湾、香港、、インド洋、太平洋。

## 形態
全長は30センチメートル程度。尾柄に中心に大きな暗色の円形斑が出る。体色や模様は自在に変化させることができ、変化させる速度は著しい。
IPは体が全体に緑っぽく、後半は黄色〜橙色。黄色〜橙色の部分が体側全体に広がるものもいる。両眼がピンク色や褐色の幅広いラインで繋がり、眼の後方に2本のピンク色から紫色のラインがある。
TPは体が全体的にえび茶色。尾柄が白い。雌の吻部は赤い。
幼魚は体側は茶褐色で、4本の淡色の縦縞模様があり浅く潮通しのよい場所で見られる、尾柄と尾鰭は色が薄い。

## 生態
サンゴ礁の礁湖から外縁の潮通しのよい礁斜面まで、サンゴ礁で広くみられる。
他の多くのベラ科やブダイ科同様、不完全な雌性先熟をする。
ほとんどの個体は雌として生まれ、成魚になると地味な外見になる。この外見をIPという。成熟すると大型の雌は性転換して雄となる。こういった雄を二次雄といい、二次雄は体の色彩が変化して鮮やかになる。このときの外見をTPという。二次雄は複数の雌とハレムを形成する。ハレムは縄張りをもち、二次雄はこの縄張りの主となる。ハレム内の二次雄がいなくなると、一番大きな雌すなわち順位が最も高い雌が雄に性転換して二次雄となる。二次雄はハレム中の雌たちとペア産卵を行う一方、一部の個体は雄として生まれてくる。こうした雄を一次雄といい、一次雄は外見がIPで他の雌と区別がつかない。一次雄は社会的に弱い立場にあるため、縄張りをもてない。しかし、一次雄は雌と外見が同じであるため、二次雄に気づかれることなく縄張り内に侵入することができ、雌に擬態しながら二次雄の縄張り内にとどまる。こうした雌に擬態する行動を、雌擬態という。二次雄と雌がペア産卵を始めると、一次雄はそこに突進して放精する。こうすることにより、一次雄は子孫を残すことができる。この子孫の残し方をストリーキングという。また、一次雄はストリーキングを行わずグループで産卵するものもいる。沖縄では一次雄のグループ産卵がよく観察されている。
サンゴや岩に付着している藻類を丈夫な歯でかじり取って食べる藻食性。糞はサンゴ礁の白い砂となる。
夜間はサンゴの下や隙間に入って粘液の膜を張って寝る。これはウツボ類などからの捕食を防ぐためと考えられてきたが、寄生虫がつくことを防いでいる可能性もあることがわかってきた。

## 利用
沖縄では、他のブダイ類とともに「イラブチャー」と呼ばれ、刺身や汁物として食される。

## ギャラリー

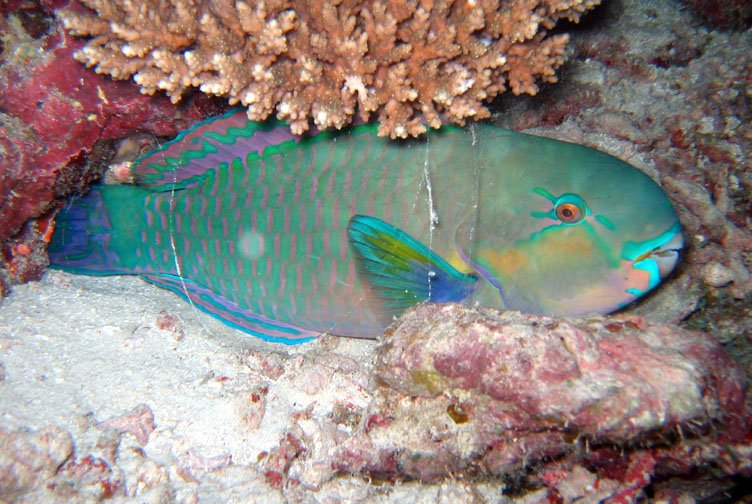
TPの成魚。
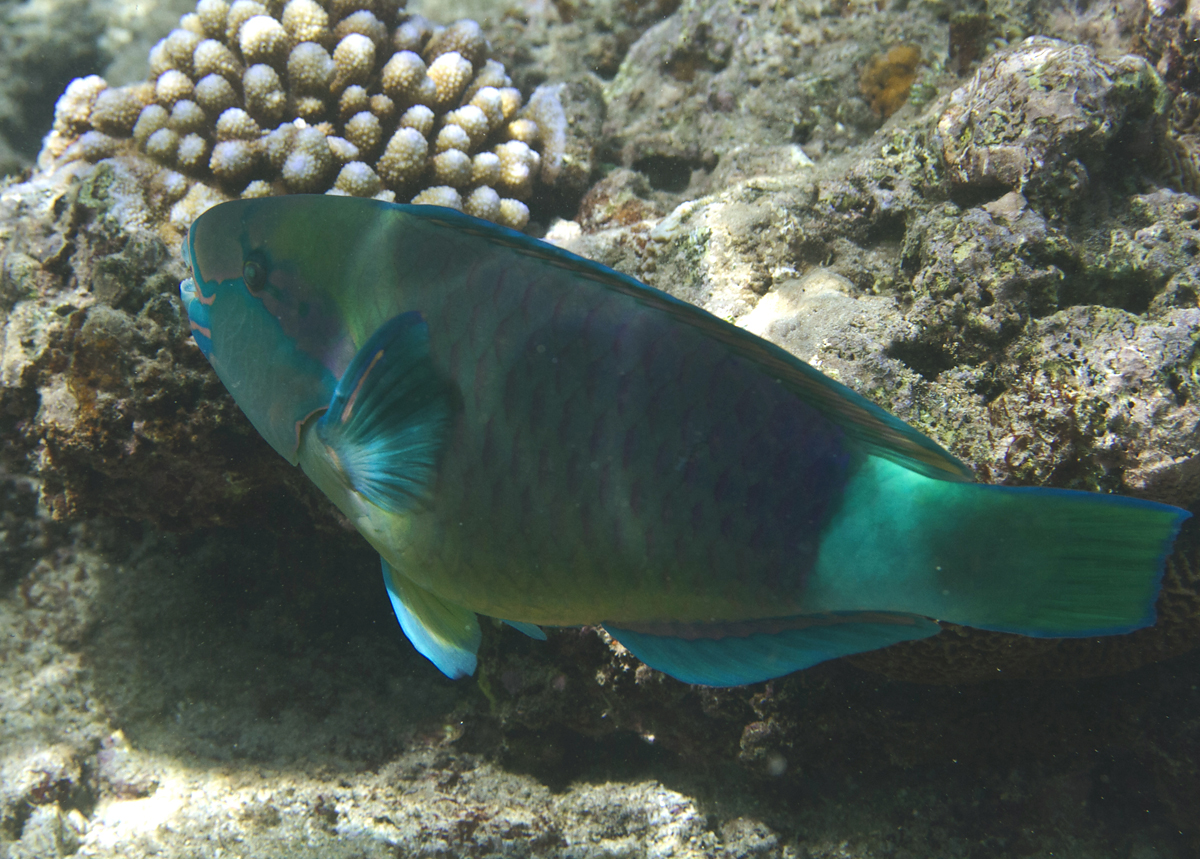
TPの成魚。
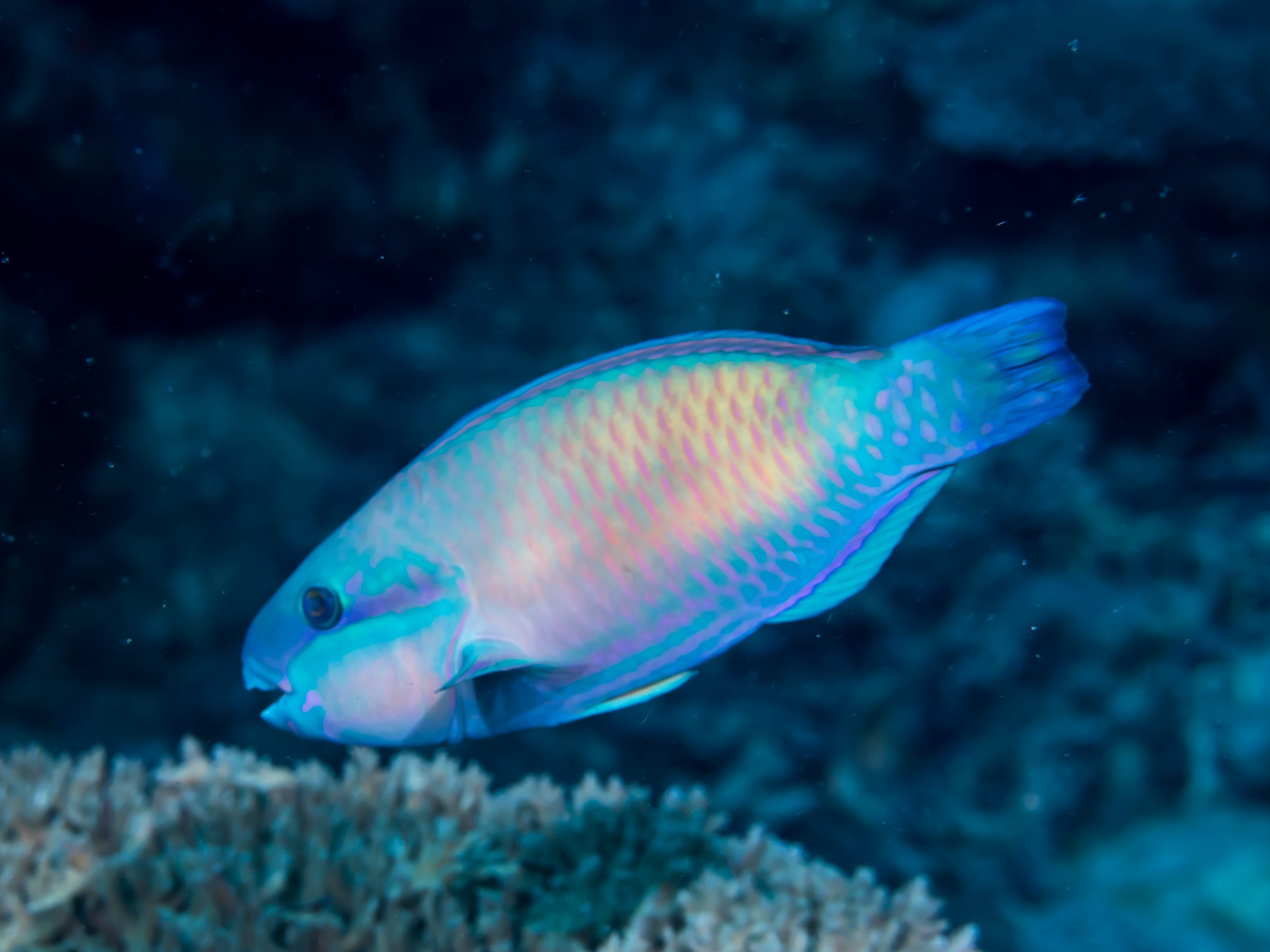
TPの成魚。
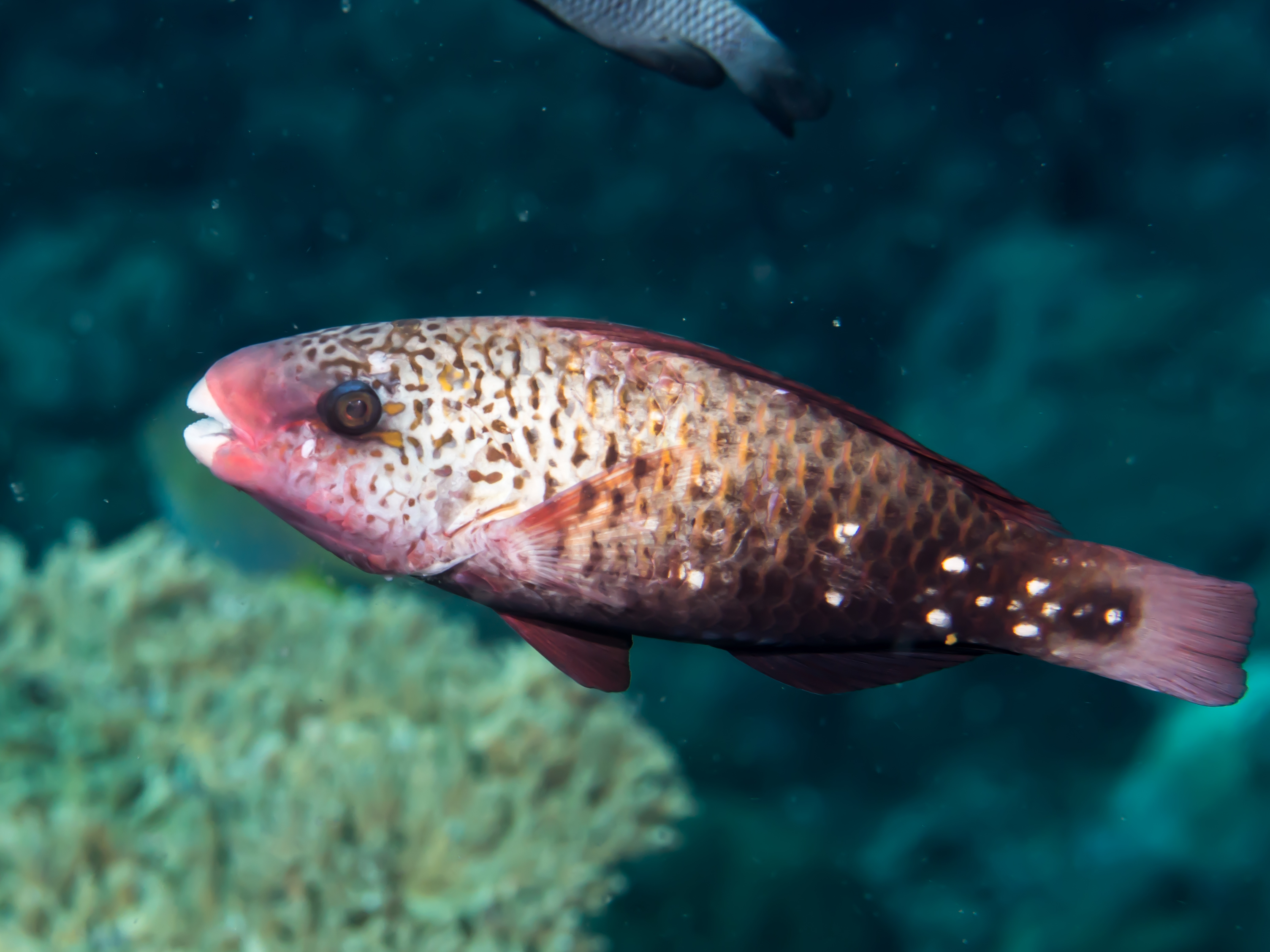
IPの成魚。
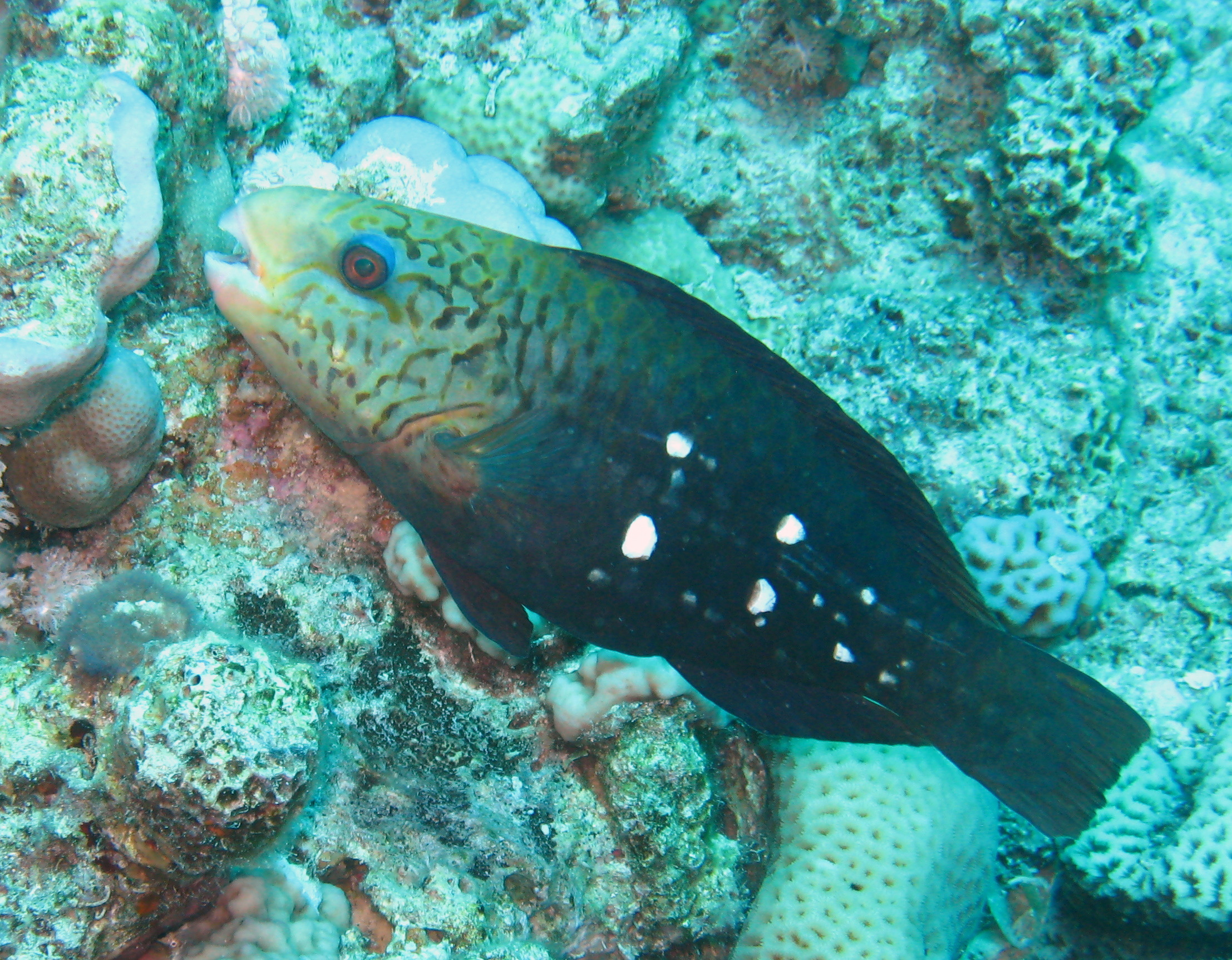
IPの成魚。
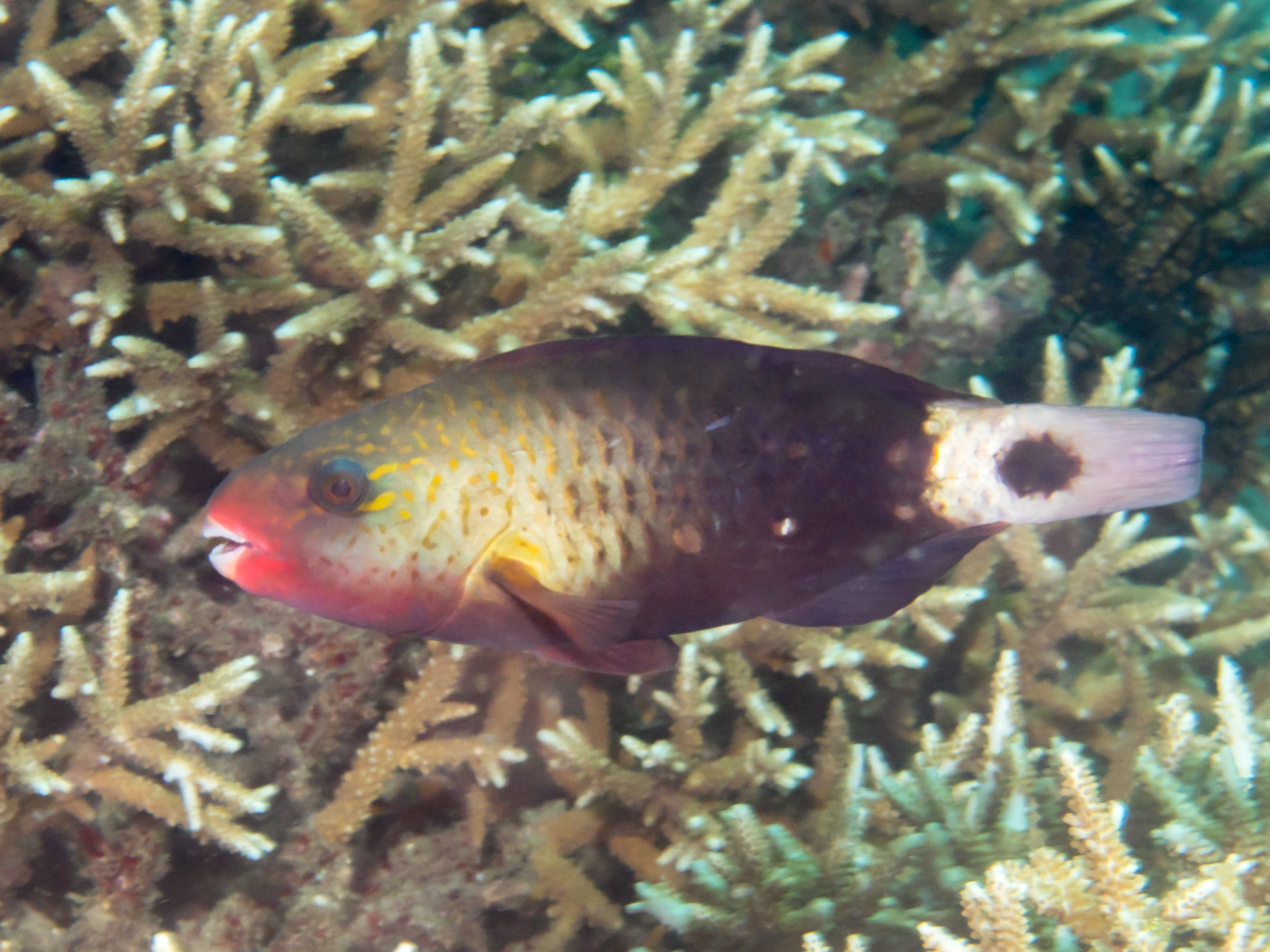
IPの成魚。
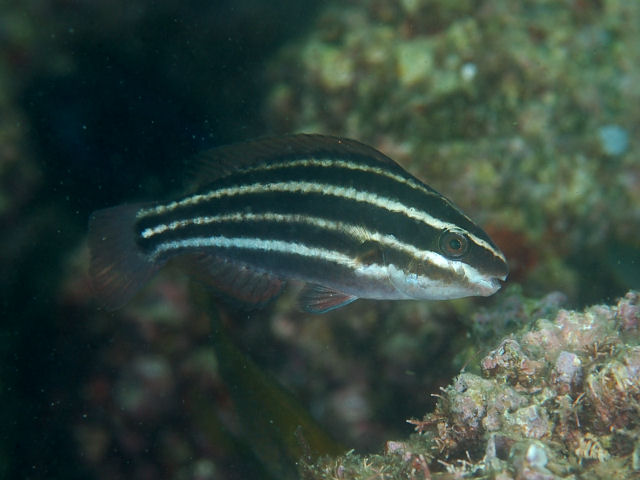
幼魚。
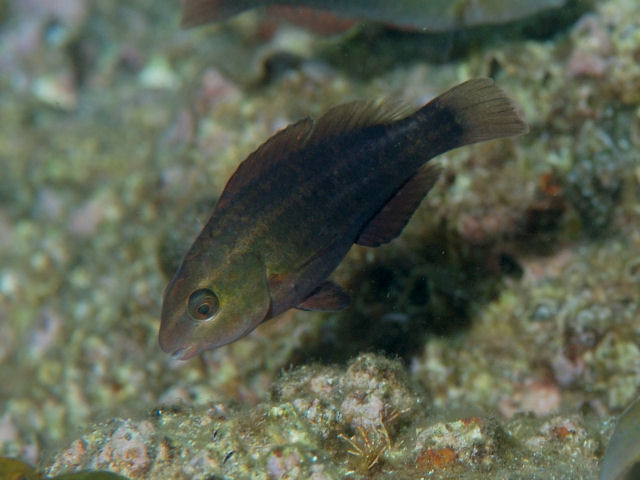
幼魚。
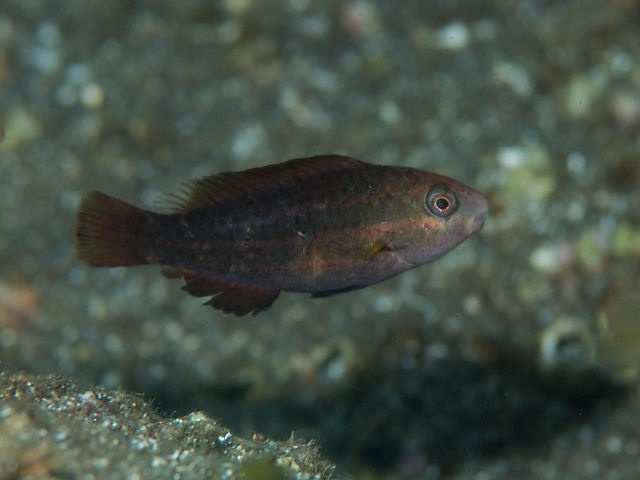
幼魚。